# Ballana curvata
Ballana curvata är en insektsart som beskrevs av Delong 1964. Ballana curvata ingår i släktet Ballana och familjen dvärgstritar. Inga underarter finns listade i Catalogue of Life.